# Bodtjärnen (Hotagens socken, Jämtland, 709339-143244)
Bodtjärnen är en sjö i Krokoms kommun i Jämtland och ingår i Indalsälvens huvudavrinningsområde. Sjön har en area på 0,143 kvadratkilometer och ligger 559,8 meter över havet.

## Delavrinningsområde
Bodtjärnen ingår i det delavrinningsområde (709383-143287) som SMHI kallar för Utloppet av Bodtjärnen. Medelhöjden är 575 meter över havet och ytan är 0,69 kvadratkilometer. Det finns inga avrinningsområden uppströms utan avrinningsområdet är högsta punkten. Vattendraget som avvattnar avrinningsområdet har biflödesordning 4, vilket innebär att vattnet flödar genom totalt 4 vattendrag innan det når havet efter 292 kilometer. Avrinningsområdet består mestadels av skog (78 procent). Avrinningsområdet har 0,14 kvadratkilometer vattenytor vilket ger det en sjöprocent på 20,6 procent.